# Långskär (vid Tvärminne, Hangö)
Långskär är en ö i Finland.   Den ligger i kommunen Hangö i den ekonomiska regionen  Raseborg  och landskapet Nyland, i den södra delen av landet, 100 km väster om huvudstaden Helsingfors. Arean är 0,38 kvadratkilometer.
Terrängen på Långskär är mycket platt. Öns högsta punkt är 19 meter över havet. Den sträcker sig 0,8 kilometer i nord-sydlig riktning, och 1,3 kilometer i öst-västlig riktning.